# Боберка (село)
Бо́берка — село в Карпатах, в Борынской поселковой общине Самборского района Львовской области Украины. Село находится на территории регионального ландшафтного парка «Надсанский». Население составляет 1203 жителя.

## Географическое положение
Боберка находится в долине, образованной двумя горными хребтами. С юга долину окаймляет горный хребет Красный Верх с наивысшей точкой — горой Мархитиной высотой 826 метров, а с севера — пара безымянных хребтов с высотами 600—700 метров.
Боберка расположена на берегах реки Боберка (часто упоминаемой как Река), которая протекает вдоль долины на северо-запад. Река является притоком реки Сан, который, в свою очередь, впадает в Вислу.
В 6 километрах на юго-восток от Боберки находится село Шандровец, а в 3 километрах на северо-восток — Днестрик-Дубовый. Районный центр — город Турка — находится в 14 километрах на юго-восток. Вплотную к селу с запада подходит украинско-польская граница.

## История
Село Боберка было основано в 1537 году краковским воеводой Петром Кмита над притокой Сана р. Боберка. Права на село получил солтис Иван Валёша. Первые трёхсрубные церкви бойковского типа в Боберке были построены в XVI—XVII веках.

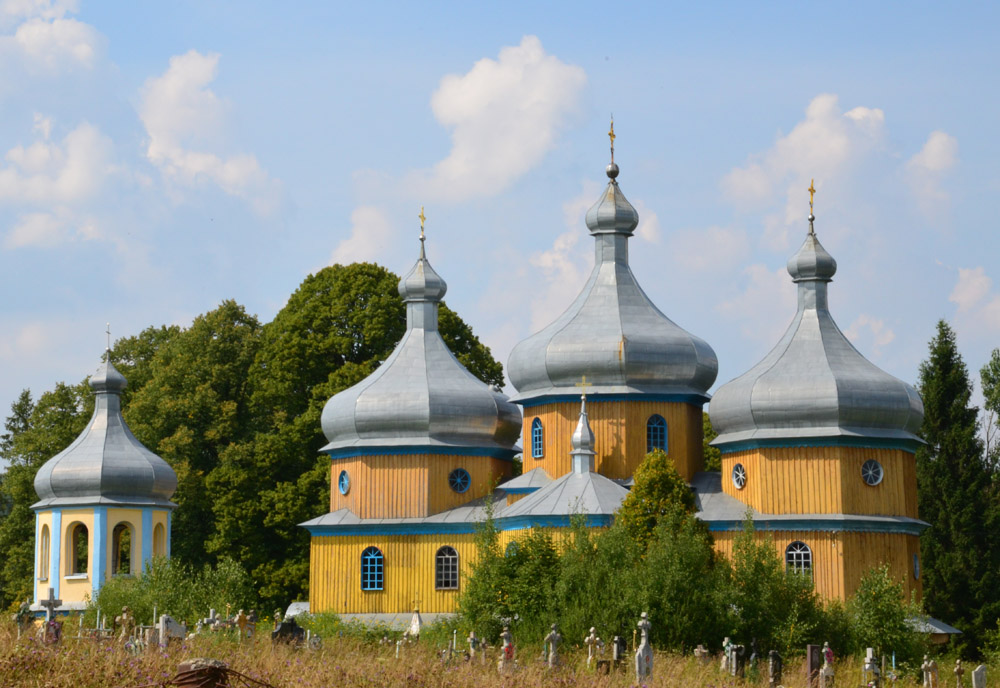
Церковь Святого архангела Михаила

В Боберке Верхней в 1913 г. была построена церковь Вознесения Господнего, где сохраняются церковные книги львовского издания, датированные 1623 и 1737 гг., а также предметы церковного убранства из разобранных церквей в Локте и Дидёвой. В 1914 г. в Боберке Нижней была построена церковь Святого архангела Михаила, в которой сохранились запрестольная икона Покрова Пр. Богородицы (1759 г.) и «Евангелие» львовского издательства 1743 г.
В Боберке было большое каменное подворье (где сейчас размещена школа) и парк XIX века. В селе сохранилась традиционная деревянная бойковская застройка и пилорамы, мельница, старые мосты, есть много придорожных часовен и крестов.
В окрестностях села есть каменные россыпи и олиготрофное болото. В Боберке и Дидёвой бывал известный украинский писатель Иван Франко.
В отличие от других приграничных сёл, население Боберки не пострадало в результате операции «очищения приграничной полосы», проводившейся после 1939 г.

## Население
- 1880—1168 жителей (в том числе 14 римо-католиков, 1109 греко-католиков и 35 иудеев).[3]
- 1921—1512 жителей.
- 1970—1627 жителей, 381 двор.[4]
- 1989—1364 жителя (644 муж., 720 жен.).[5]
- 2001—1203 жителя.[6]

## Климат
- Среднегодовая температура воздуха — 7,9 °C
- Относительная влажность воздуха — 69,7 %
- Средняя скорость ветра — 3,8 м/с

| Показатель                            | Янв. | Фев. | Март | Апр. | Май  | Июнь | Июль | Авг. | Сен. | Окт. | Нояб. | Дек. | Год |
| ------------------------------------- | ---- | ---- | ---- | ---- | ---- | ---- | ---- | ---- | ---- | ---- | ----- | ---- | --- |
| Средняя температура, °C               | −3,3 | −2,5 | 1,7  | 8,1  | 13,8 | 16,7 | 19,0 | 18,8 | 13,7 | 8,6  | 2,3   | −2,3 | 7,9 |
| Источник: NASA. База данных RETScreen |      |      |      |      |      |      |      |      |      |      |       |      |     |